# Střevlík kožitý
Střevlík kožitý (Carabus coriaceus) je dravý brouk, největší zástupce čeledi střevlíkovitých v Česku. V celé Evropě ho velikostí předstihuje pouze střevlík Carabus (Procerus) gigas z jihovýchodní Evropy. Střevlík kožitý dosahuje délky těla 33 až 40 milimetrů. Nápadný je svou mohutností a také černými krovkami s kožovitě vrásčitou strukturou.

## Rozšíření
Téměř celá Evropa. Ze severu na jih od jižní Itálie a Francie až do středního Švédska a Norska, ze západu na východ od Francie přibližně k Petrohradu. Nevyskytuje se na Pyrenejském poloostrově, Britských ostrovech a ve Finsku. V celém areálu vytváří druh 6 poddruhů. V Česku se vyskytuje poddruh Carabus coriaceus coriaceus, který obývá většinu Evropy.

## Výskyt
Vyskytuje se v listnatých (zejména dubových či bukových) a ve smíšených lesích, méně často v zahradách, parcích nebo v okolí vinic. Od nížin až k horní hranici lesa. Není hojný, celkově spíše na ústupu.

## Biologie
Přes den jsou brouci zalezlí pod kameny, kmeny, či v jiných úkrytech. Občas vylézají i ve dne, ale aktivní jsou převážně v noci, kdy loví kořist. Živí se různými plži, hmyzem nebo žížalami. Jsou velice žraví. Střevlík kožitý je neschopný letu, protože má zakrnělá zadní křídla. Je-li napaden, může zaujmout výhrůžný postoj – vztyčí tělo na dlouhých nohách, rozevírá kusadla a ze žláz na zadečku vypouští páchnoucí sekret. Tento brouk patří k dlouhověkým, dožívá se dvou až tří let.

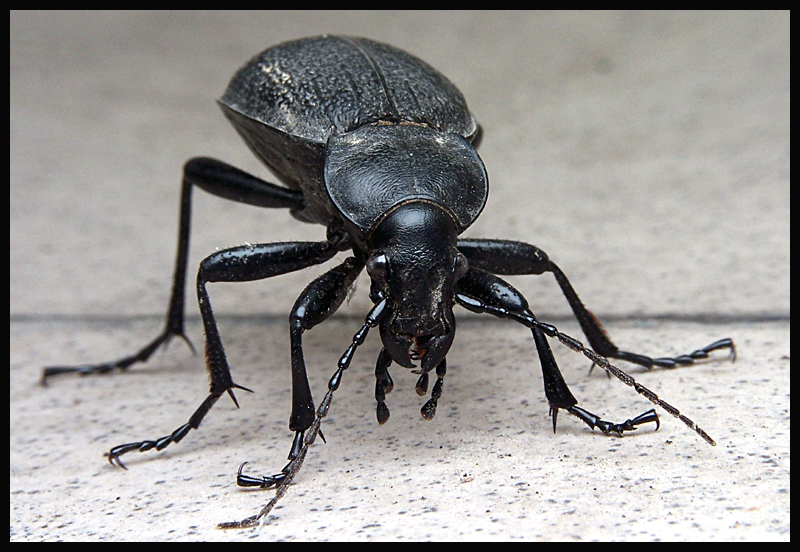
Samička střevlíka kožitého ve výhrůžném postoji